# Кромвелл (Індіана)
Кромвелл (англ. Cromwell) — місто (англ. town) в США, в окрузі Нобл штату Індіана. Населення — 487 осіб (2020).

## Географія
Кромвелл розташований за координатами 41°24′12″ пн. ш. 85°36′51″ зх. д. / 41.40333° пн. ш. 85.61417° зх. д. (41.403242, -85.614165).  За даними Бюро перепису населення США в 2010 році місто мало площу 0,77 км², уся площа — суходіл.

## Демографія
Згідно з переписом 2010 року, у місті мешкало 512 осіб у 183 домогосподарствах у складі 126 родин. Густота населення становила 666 осіб/км².  Було 222 помешкання (289/км²).
Расовий склад населення:
| - 92,6 % — білих - 0,2 % — корінних американців - 6,1 % — осіб інших рас |

До двох чи більше рас належало 1,2 %. Частка іспаномовних становила 12,9 % від усіх жителів.
За віковим діапазоном населення розподілялося таким чином: 30,1 % — особи молодші 18 років, 62,3 % — особи у віці 18—64 років, 7,6 % — особи у віці 65 років та старші. Медіана віку мешканця становила 30,6 року. На 100 осіб жіночої статі у місті припадало 86,9 чоловіків;  на 100 жінок у віці від 18 років та старших — 86,5 чоловіків також старших 18 років.
Середній дохід на одне домашнє господарство  становив 38 708 доларів США (медіана — 31 528), а середній дохід на одну сім'ю — 46 515 доларів (медіана — 42 375). Медіана доходів становила 36 944 долари для чоловіків та 24 688 доларів для жінок. За межею бідності перебувало 22,2 % осіб, у тому числі 21,3 % дітей у віці до 18 років та 7,8 % осіб у віці 65 років та старших.
Цивільне працевлаштоване населення становило 164 особи. Основні галузі зайнятості: виробництво — 44,5 %, освіта, охорона здоров'я та соціальна допомога — 17,7 %, роздрібна торгівля — 9,8 %, публічна адміністрація — 7,9 %.